# Neobidessodes samkrisi
Neobidessodes samkrisi är en skalbaggsart som beskrevs av Lars Hendrich, Balke in Hendrich, Hawlitschek och Michael Balke 2009. Neobidessodes samkrisi ingår i släktet Neobidessodes och familjen dykare. Inga underarter finns listade i Catalogue of Life.